# Radeon X1000
O R520 (codinome Fudo) é uma unidade de processamento gráfico (GPU) desenvolvida pela ATI Technologies e produzida pela TSMC. Foi a primeira GPU produzida usando um processo de fotolitografia de 90 nm.
O R520 é a base para uma linha de placas de vídeo DirectX 9.0c e OpenGL 2.0 3D acelerador X1000. É a primeira grande revisão arquitetônica da ATI desde a R300 e é altamente otimizada para o Shader Model 3.0. A série Radeon X1000 usando o núcleo foi lançada em 5 de outubro de 2005 e competiu principalmente contra a série GeForce 7000 da Nvidia. A ATI lançou o sucessor da série R500 com a série R600 em 14 de maio de 2007.
A ATI não fornece suporte oficial para nenhuma placa da série X1000 para Windows 8 ou Windows 10; o último AMD Catalyst para esta geração é o 10.2 de 2010 até o Windows 7. A AMD parou de fornecer drivers para Windows 7 para esta série em 2015.
Uma série de drivers Radeon de código aberto está disponível ao usar uma distribuição Linux.
As mesmas GPUs também são encontradas em alguns produtos AMD FireMV destinados a configurações de vários monitores.

## Demora durante o desenvolvimento
As placas de vídeo Radeon X1800 que incluíam um R520 foram lançadas com vários meses de atraso porque os engenheiros da ATI descobriram um bug na GPU em um estágio muito avançado de desenvolvimento. Este bug, causado por uma biblioteca de design de chip de 90 nm defeituosa de terceiros, prejudicou bastante a aceleração do clock, então eles tiveram que "respin" o chip para outra revisão (um novo GDSII teve que ser enviado para TSMC). O problema foi quase aleatório em como afetou os chips protótipos, tornando-o difícil de identificar.

## Arquitetura
A arquitetura R520 é referida pela ATI como um "Ultra Threaded Dispatch Processor", que se refere ao plano da ATI para aumentar a eficiência de sua GPU, em vez de ir com um aumento de força bruta no número de unidades de processamento. Uma "unidade de despacho" pixel shader central divide os shaders em threads (lotes) de 16 pixels (4 × 4) e pode rastrear e distribuir até 128 threads por pixel "quad" (4 pipelines cada) . Quando um sombreador quad fica ocioso devido à conclusão de uma tarefa ou à espera de outros dados, o mecanismo de despacho atribui ao quad outra tarefa a ser executada nesse meio tempo. O resultado geral é teoricamente uma maior utilização das unidades shader. Com um grande número de threads por quad, a ATI criou uma matriz registrador de processador muito grande que é capaz de várias leituras e gravações simultâneas e possui uma conexão de alta largura de banda para cada matriz de shader, fornecendo o armazenamento temporário necessário para manter os dutos alimentados por ter trabalho disponível tanto quanto possível. Com chips como RV530 e R580, onde o número de unidades de sombreamento por pipeline triplica, a eficiência do sombreamento de pixel cai um pouco porque esses sombreadores ainda têm o mesmo nível de recursos de encadeamento que os menos dotados RV515 e R520.
A próxima grande mudança no núcleo é em seu barramento de memória. R420 e R300 tinham designs de controlador de memória quase idênticos, sendo o primeiro uma versão corrigida de bug projetada para velocidades de clock mais altas. O barramento de memória do R520 difere com seu controlador central (árbitro) que se conecta aos "clientes de memória". Ao redor do chip estão dois barramentos de anel de 256 bits rodando na mesma velocidade que os chips DRAM, mas em direções opostas para reduzir a latência. Ao longo desses barramentos circulares há quatro pontos de "parada" onde os dados saem do anel e entram ou saem dos chips de memória. Há uma quinta parada, significativamente menos complexa, projetada para a interface PCI Express e a entrada de vídeo. Este design permite que os acessos à memória sejam mais rápidos, embora com menor latência pela menor distância que os sinais precisam percorrer pela GPU e pelo aumento do número de bancos por DRAM. O chip pode distribuir as solicitações de memória mais rapidamente e mais diretamente para os chips de RAM. A ATI reivindicou uma melhoria de 40% na eficiência em relação aos designs mais antigos. Núcleos menores, como RV515 e RV530, receberam cortes devido a seus designs menores e menos dispendiosos. O RV530, por exemplo, tem dois barramentos internos de 128 bits. Esta geração tem suporte para todos os tipos de memória recentes, incluindo GDDR4. Além de um barramento de anel, cada canal de memória possui granularidade de 32 bits, o que melhora a eficiência da memória ao realizar pequenas solicitações de memória.
Os mecanismos de sombreamento de vértice já estavam com a precisão FP32 necessária nos produtos mais antigos da ATI. As mudanças necessárias para o SM3.0 incluíram comprimentos de instrução mais longos, instruções de controle de fluxo dinâmico, com ramificações, loops e sub-rotinas e um maior espaço de registro temporário. Os mecanismos de sombreamento de pixel são bastante semelhantes em layout computacional aos seus equivalentes R420, embora tenham sido fortemente otimizados e ajustados para atingir altas velocidades de clock no processo de 90 nm. A ATI trabalha há anos em um compilador de shader de alto desempenho em seu driver para seu hardware mais antigo, portanto, manter um design básico semelhante que seja compatível oferece economia óbvia de custo e tempo.
No final do pipeline, os processadores de endereçamento de textura são desacoplados dos sombreadores de pixel, portanto, quaisquer unidades de texturização não utilizadas podem ser alocadas dinamicamente para pixels que precisam de mais camadas de textura. Outras melhorias incluem suporte a textura 4096x4096 e a compactação de mapa normal 3Dc da ATI viu uma melhoria na taxa de compactação para situações mais específicas.
A família R5xx introduziu um mecanismo de vídeo em movimento integrado mais avançado. Como as placas Radeon desde o R100, o R5xx pode descarregar quase todo o pipeline de vídeo MPEG-1/2. O R5xx também pode auxiliar na decodificação Microsoft WMV9/ VC-1 e MPEG H.264/AVC, por uma combinação das unidades de sombreamento 3D/pipeline e o mecanismo de vídeo de movimento. Os benchmarks mostram apenas uma diminuição modesta na utilização da CPU para reprodução de VC-1 e H.264.
Uma seleção de programas de demonstração 3D em tempo real foi lançada no lançamento. O desenvolvimento da ATI de sua "superestrela digital", Ruby, continuou com uma nova demonstração chamada The Assassin. Ele apresentou um ambiente altamente complexo, com iluminação de alta faixa dinâmica (HDR) e sombras suaves dinâmicas. O último programa concorrente de Ruby, Cyn, era composto de 120.000 polígonos.
As placas suportam saída DVI de link duplo e HDCP. No entanto, o uso de HDCP requer a instalação de ROM externa, que não estava disponível para os primeiros modelos de placas de vídeo. Os núcleos RV515, RV530 e RV535 incluem um link DVI simples e duplo; Os núcleos R520, RV560, RV570, R580, R580+ incluem dois links DVI duplos.
A AMD lançou o documento final de aceleração Radeon R5xx.

## Drivers
A última versão do AMD Catalyst que suporta oficialmente esta série é 10.2, versão do driver de vídeo 8.702.

## Variantes

### Séries X1300–X1550

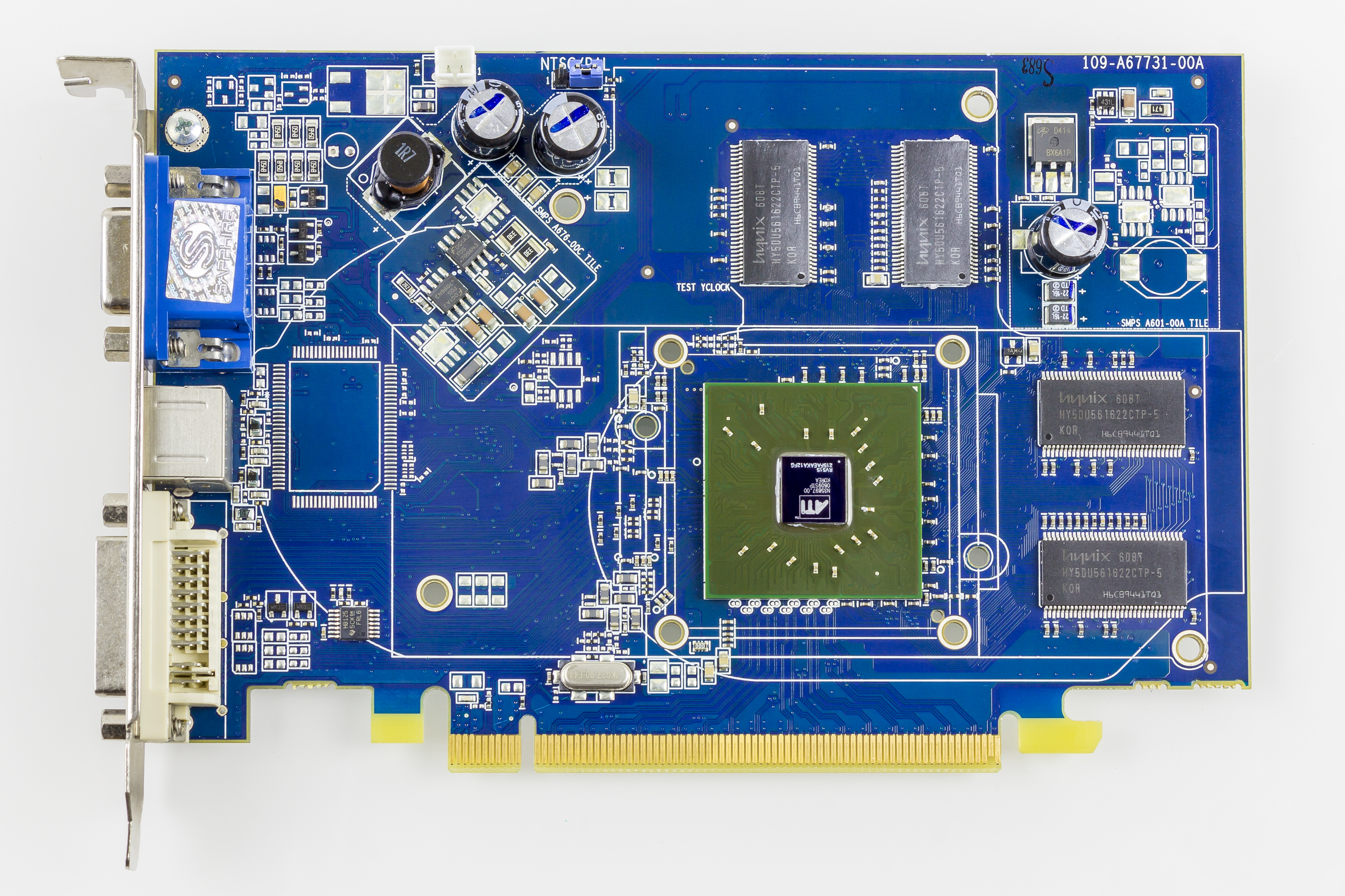
X1300 com GPU RV515 (dissipador de calor removido)

Esta série é a solução econômica da série X1000 e é baseada no núcleo RV515. Os chips têm quatro unidades de textura, quatro ROPs, quatro pixel shaders e 2 vertex shaders, semelhantes às placas X300 – X600 mais antigas. Esses chips usam um quad de um R520, enquanto as placas mais rápidas usam apenas mais desses quads; por exemplo, o X1800 usa quatro quads. Esse design modular permite que a ATI construa uma linha "de cima para baixo" usando tecnologia idêntica, economizando pesquisa, tempo de desenvolvimento e dinheiro. Devido ao seu design menor, esses cartões oferecem menor demanda de energia (30 watts), portanto, funcionam mais friamente e podem ser usados em gabinetes menores. Eventualmente, a ATI criou o X1550 e descontinuou o X1300. O X1050 foi baseado no núcleo R300 e foi vendido como uma peça de orçamento ultrabaixo.
Os primeiros Mobility Radeon X1300 a X1450 também são baseados no núcleo RV515.
A partir de 2006, os produtos Radeon X1300 e X1550 foram transferidos para o núcleo RV505, que tinha capacidades e características semelhantes ao núcleo RV515 anterior, mas foi fabricado pela TSMC usando um processo de 80 nm (reduzido do processo de 90 nm do RV515).

### Série X1600
O X1600 usa o núcleo M56 que é baseado no núcleo RV530, um núcleo semelhante, mas distinto do RV515.
O RV530 tem uma proporção de 3:1 de pixel shaders para unidades de textura. Ele possui 12 shaders de pixel enquanto retém as quatro unidades de textura e quatro ROPs do RV515. Ele também ganha três shaders de vértice extras, elevando o total para 5 unidades. O único "quad" do chip possui 3 processadores de sombreamento de pixel por pipeline, semelhante ao design dos 4 quads do R580. Isso significa que o RV530 tem a mesma capacidade de texturização que o X1300 na mesma velocidade de clock, mas com seus sombreadores de 12 pixels está no mesmo nível do X1800 em desempenho computacional de sombreamento. Devido ao conteúdo de programação dos jogos disponíveis, o X1600 é muito prejudicado pela falta de poder de texturização.
O X1600 foi posicionado para substituir o Radeon X600 e o Radeon X700 como GPU de gama média da ATI. O Mobility Radeon X1600 e X1700 também são baseados no RV530.

### Série X1650

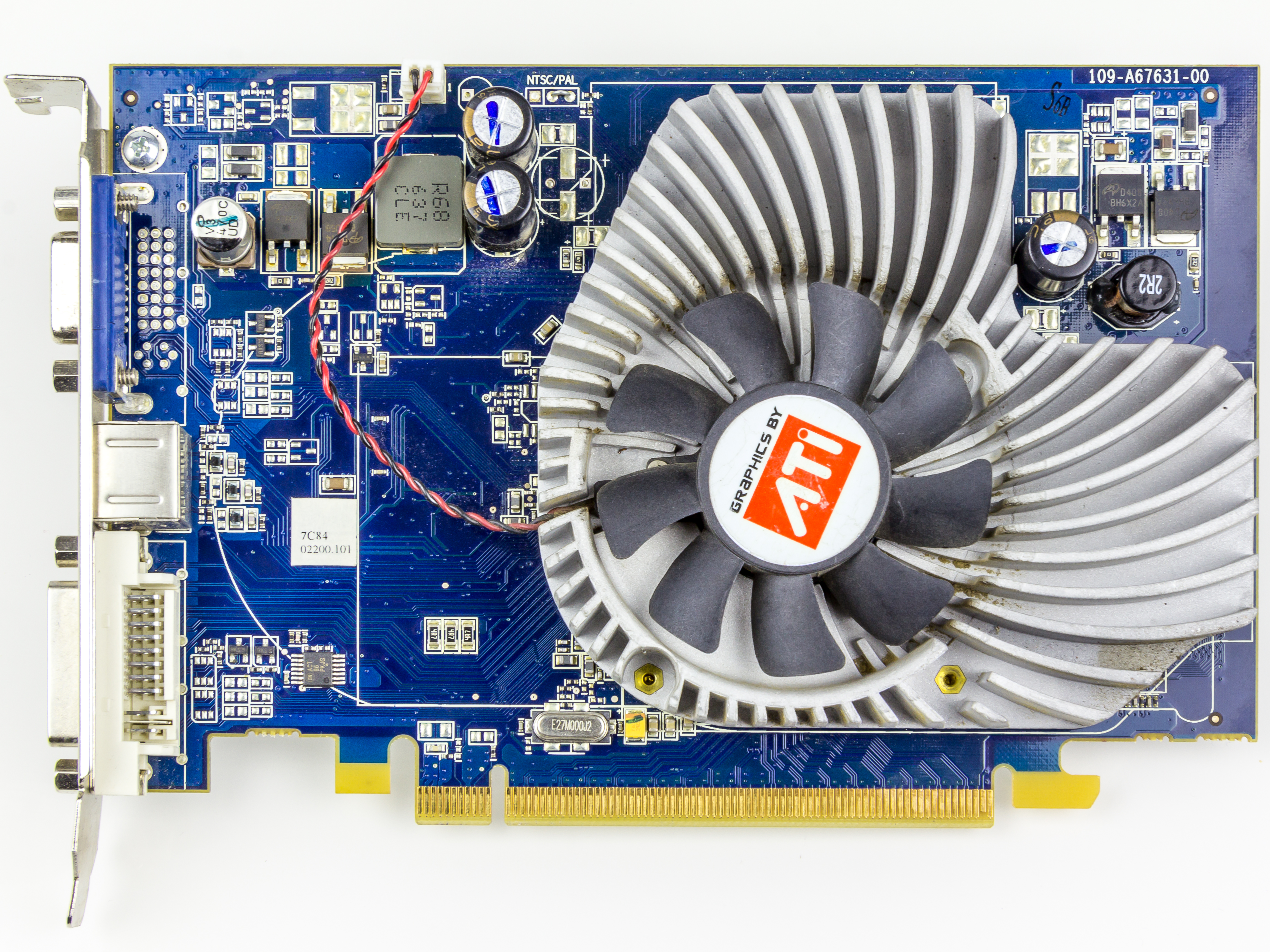
ATI Radeon X1650 Pro

A série X1650 tem duas partes: o X1650 Pro usa o núcleo RV535 (que é um núcleo RV530 fabricado no processo mais recente de 80 nm) e tem menor consumo de energia e saída de calor do que o X1600. A outra parte, o X1650XT, usa o núcleo RV570 mais recente (também conhecido como RV560), embora tenha menor poder de processamento (observe que o núcleo RV570 totalmente equipado alimenta o X1950Pro, um cartão de alto desempenho) para combinar com seu principal concorrente, o 7600GT da Nvidia.

### Série X1800
Originalmente o carro-chefe da série X1000, a série X1800 foi lançada com recepção moderada devido ao lançamento contínuo e ao ganho de seu concorrente na época, a GeForce 7 Series da NVIDIA. Quando a X1800 entrou no mercado no final de 2005, ela era a primeira placa de vídeo topo de linha com GPU de 90 nm. A ATI optou por encaixar as placas com 256 MB ou 512 MB de memória on-board (prevendo um futuro de demandas cada vez maiores no tamanho da memória local). O X1800XT PE estava exclusivamente em 512 MB de memória on-board. O X1800 substituiu o Radeon X850 baseado em R480 como GPU de alto desempenho da ATI.
Com o lançamento atrasado do R520, sua concorrência foi muito mais impressionante do que se o chip tivesse feito seu lançamento originalmente programado para a primavera/verão. Como seu antecessor, o X850, o chip R520 carrega 4 "quads", o que significa que possui capacidade de texturização semelhante na mesma velocidade de clock de seu ancestral e da série NVIDIA 6800. Ao contrário do X850, as unidades de sombreamento do R520 foram amplamente aprimoradas: elas são compatíveis com o Shader Model 3 e receberam alguns avanços no encadeamento de sombreamento que podem melhorar muito a eficiência das unidades de sombreamento. Ao contrário do X1900, o X1800 possui processadores de sombreamento de 16 pixels e proporção igual de texturização para capacidade de sombreamento de pixel. O chip também aumenta o número do vertex shader de seis no X800 para oito. Com o 90 nm Low-K processo de fabricação, esses chips de alto transistor ainda podem ser cronometrados em frequências muito altas, o que permite que a série X1800 seja competitiva com GPUs com mais pipelines, mas velocidades de clock mais baixas, como as séries NVIDIA 7800 e 7900 que usam 24 pipelines.
O X1800 foi rapidamente substituído pelo X1900 por causa de seu lançamento atrasado. O X1900 não estava atrasado e sempre foi planejado como o chip de "atualização de primavera". No entanto, devido à grande quantidade de chips X1800 não utilizados, a ATI decidiu matar um quad de pixel pipelines e vendê-los como X1800GTO.

### Séries X1900 e X1950

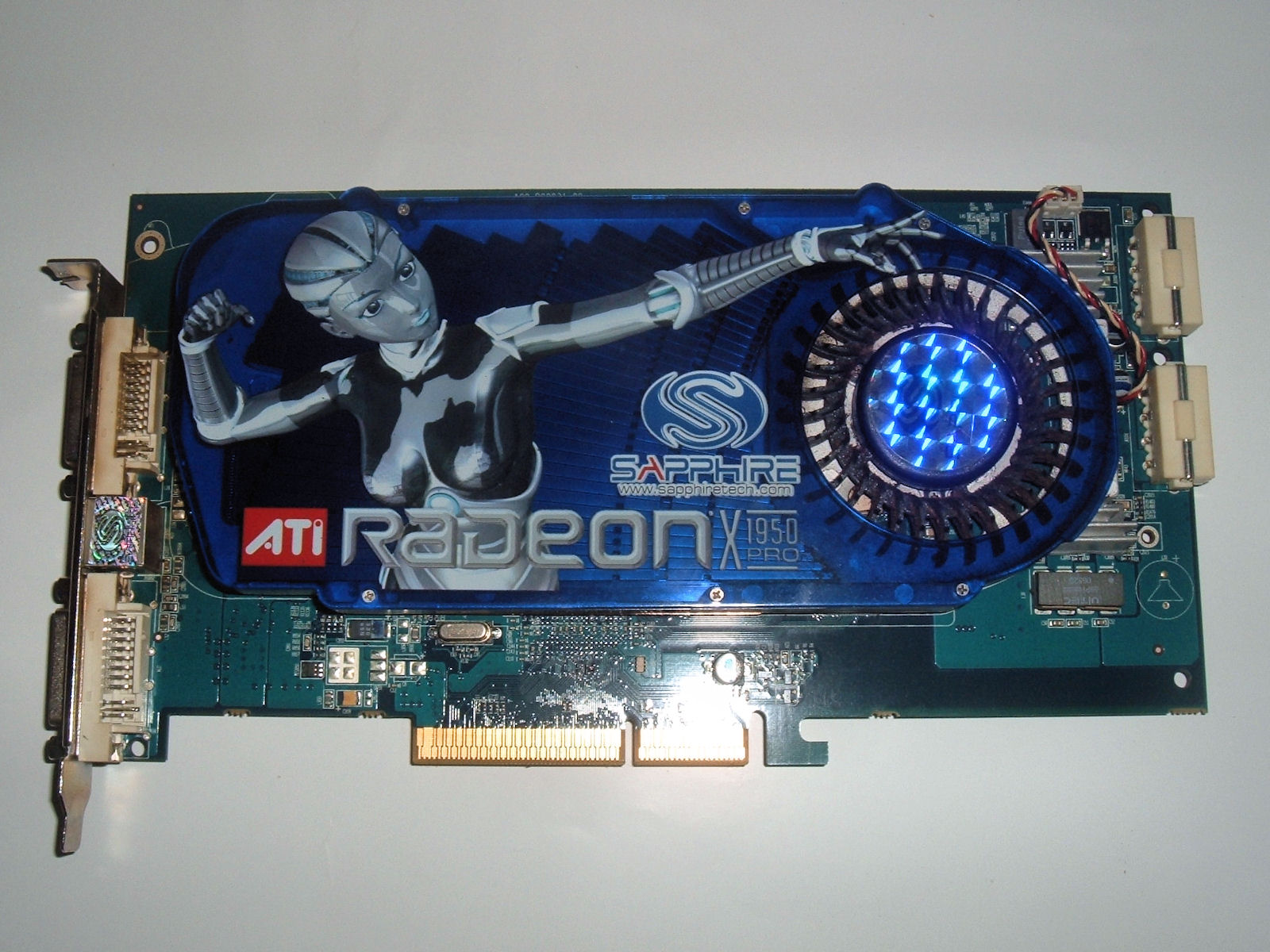
Sapphire Radeon X1950 Pro

As séries X1900 e X1950 corrigiram várias falhas no design do X1800 e adicionaram um aumento significativo no desempenho do sombreamento de pixel. O núcleo R580 é compatível com os pinos dos PCBs R520, o que significa que não foi necessário redesenhar o PCB X1800. As placas carregam 256 MB ou 512 MB de memória GDDR3 integrada, dependendo da variante. A principal mudança entre o R580 e o R520 é que a ATI alterou a proporção do processador de pixel shader para o processador de textura. As placas X1900 têm três sombreadores de pixel em cada pipeline em vez de um, totalizando 48 unidades de sombreamento de pixel. A ATI deu esse passo com a expectativa de que o futuro software 3D será mais pixel shader intensivo.
Na segunda metade de 2006, a ATI lançou a Radeon X1950 XTX, que é uma placa gráfica que usa uma GPU R580 revisada chamada R580+. O R580+ é o mesmo que o R580, exceto pelo suporte à memória GDDR4, uma nova tecnologia gráfica DRAM que oferece menor consumo de energia por clock e oferece um teto de clock significativamente mais alto. A X1950 XTX trabalha com RAM de 1 GHz (2 GHz DDR), fornecendo 64,0 GB/s de largura de banda de memória, uma vantagem de 29% sobre a X1900 XTX. O cartão foi lançado em 23 de agosto de 2006.
O X1950 Pro foi lançado em 17 de outubro de 2006 e pretendia substituir o X1900GT no competitivo segmento de mercado abaixo de $ 200. A GPU X1950 Pro é construída a partir do núcleo RV570 de 80 nm com apenas 12 unidades de textura e 36 pixel shaders, e é a primeira placa ATI que oferece suporte à implementação Crossfire nativa por um par de conectores Crossfire internos, o que elimina a necessidade de conexões externas pesadas dongle encontrado em sistemas Crossfire mais antigos.

## Matriz de recursos do Radeon
A tabela a seguir mostra os recursos das GPUs da AMD / ATI (consulte também: Lista de unidades de processamento gráfico da AMD).
| Lançamento                   | 1986                        | 1991                       | Abril 1996                 | Março 1997                 | Agosto 1998                | Abril 2000                 | Agosto 2001                              | Setembro 2002                            | Maio 2004                                | Outubro 2005                             | Maio 2007                        | Novembro 2007                    | Junho 2008                       | Setembro 2009                                           | Outubro 2010                                                               | Janeiro 2012                                            | Setembro 2013 | Junho 2015 | Junho 2016, Abril 2017, Agosto 2019                                                                                  | Junho 2017, Fevereiro 2019                                                                                           | Julho 2019                                                                                          | Novembro 2020                                                                                       | Dezembro 2022                      |       |       |       |
| Nome de marketing            | Wonder                      | Mach                       | 3D Rage                    | Rage Pro                   | Rage 128                   | Radeon 7000                | Radeon 8000                              | Radeon 9000                              | Radeon X700/X800                         | Radeon X1000                             | Radeon HD 2000                   | Radeon HD 3000                   | Radeon HD 4000                   | Radeon HD 5000                                          | Radeon HD 6000                                                             | Radeon HD 7000                                          | Radeon 200 | Radeon 300 | Radeon 400/500/600                                                                                                   | Radeon RX Vega, Radeon VII                                                                                           | Radeon RX 5000                                                                                      | Radeon RX 6000                                                                                      | Radeon RX 7000                     |       |       |       |
| Suporte AMD                  | Terminou                    | Terminou                   | Terminou                   | Terminou                   | Terminou                   | Terminou                   | Terminou                                 | Terminou                                 | Terminou                                 | Terminou                                 | Terminou                         | Terminou                         | Terminou                         | Terminou                                                | Terminou                                                                   | Terminou                                                | Terminou | Terminou | Atual | Atual | Atual                                                                                               | Atual                                                                                               | Atual                              | Atual | Atual | Atual |
| Tipo                         | 2D                          | 2D                         | 3D                         | 3D                         | 3D                         | 3D                         | 3D                                       | 3D                                       | 3D                                       | 3D                                       | 3D                               | 3D                               | 3D                               | 3D                                                      | 3D                                                                         | 3D                                                      | 3D | 3D | 3D | 3D | 3D                                                                                                  | 3D                                                                                                  | 3D                                 |       |       |       |
| Conjunto de instruções       | Não conhecido publicamente  | Não conhecido publicamente | Não conhecido publicamente | Não conhecido publicamente | Não conhecido publicamente | Não conhecido publicamente | Não conhecido publicamente               | Não conhecido publicamente               | Não conhecido publicamente               | Não conhecido publicamente               | Conjunto de instruções TeraScale | Conjunto de instruções TeraScale | Conjunto de instruções TeraScale | Conjunto de instruções TeraScale                        | Conjunto de instruções TeraScale                                           | Conjunto de instruções GCN                              | Conjunto de instruções GCN                                                                                           | Conjunto de instruções GCN                                                                                           | Conjunto de instruções GCN                                                                                           | Conjunto de instruções GCN                                                                                           | Conjunto de instruções RDNA                                                                         | Conjunto de instruções RDNA                                                                         | Conjunto de instruções RDNA        |       |       |       |
| Microarquitetura             | Não conhecido publicamente  | Não conhecido publicamente | Não conhecido publicamente | Não conhecido publicamente | Não conhecido publicamente | Não conhecido publicamente | Não conhecido publicamente               | Não conhecido publicamente               | Não conhecido publicamente               | Não conhecido publicamente               | TeraScale 1 (VLIW)               | TeraScale 1 (VLIW)               | TeraScale 1 (VLIW)               | TeraScale 2 (VLIW5)                                     | \| TeraScale 2 (VLIW5) até 68xx \| TeraScale 3 (VLIW4) em 69xx [19][20] \| | GCN 1st gen                                             | GCN 2nd gen | GCN 3rd gen | GCN 4th gen | GCN 5th gen | RDNA                                                                                                | RDNA 2                                                                                              | RDNA 3                             |       |       |       |
| Tipo                         | Pipieline fixo              | Pipieline fixo             | Pipieline fixo             | Pipieline fixo             | Pipieline fixo             | Pipieline fixo             | Pipelies de pixel e vértice programáveis | Pipelies de pixel e vértice programáveis | Pipelies de pixel e vértice programáveis | Pipelies de pixel e vértice programáveis | Modelo de shader unificado       | Modelo de shader unificado       | Modelo de shader unificado       | Modelo de shader unificado                              | Modelo de shader unificado                                                 | Modelo de shader unificado                              | Modelo de shader unificado                                                                                           | Modelo de shader unificado                                                                                           | Modelo de shader unificado                                                                                           | Modelo de shader unificado                                                                                           | Modelo de shader unificado                                                                          | Modelo de shader unificado                                                                          | Modelo de shader unificado         |       |       |       |
| Direct3D                     | —                           | —                          | 5.0                        | 6.0                        | 6.0                        | 7.0                        | 8.1                                      | 9.0 11 (9_2)                             | 9.0b 11 (9_2)                            | 9.0c 11 (9_3)                            | 10.0 11 (10_0)                   | 10.1 11 (10_1)                   | 10.1 11 (10_1)                   | 11 (11_0)                                               | 11 (11_0)                                                                  | 11 (11_1) 12 (11_1)                                     | 11 (12_0) 12 (12_0)                                                                                                  | 11 (12_0) 12 (12_0)                                                                                                  | 11 (12_0) 12 (12_0)                                                                                                  | 11 (12_1) 12 (12_1)                                                                                                  | 11 (12_1) 12 (12_1)                                                                                 | 11 (12_1) 12 (12_2)                                                                                 | 11 (12_1) 12 (12_2)                |       |       |       |
| Modelo de shader             | —                           | —                          | —                          | —                          | —                          | —                          | 1.4                                      | 2.0+                                     | 2.0b                                     | 3.0                                      | 4.0                              | 4.1                              | 4.1                              | 5.0                                                     | 5.0                                                                        | 5.1                                                     | 5.1 6.5 | 5.1 6.5 | 5.1 6.5 | 6.7 | 6.7                                                                                                 | 6.7                                                                                                 | 6.7                                |       |       |       |
| OpenGL                       | —                           | —                          | —                          | 1.1                        | 1.2                        | 1.3                        | 1.3                                      | 2.1                                      | 2.1                                      | 2.1                                      | 3.3                              | 3.3                              | 3.3                              | 4.5 (no Linux: 4.5 (Mesa 3D 21.0))                      | 4.5 (no Linux: 4.5 (Mesa 3D 21.0))                                         | 4.6 (no Linux: 4.6 (Mesa 3D 20.0))                      | 4.6 (no Linux: 4.6 (Mesa 3D 20.0))                                                                                   | 4.6 (no Linux: 4.6 (Mesa 3D 20.0))                                                                                   | 4.6 (no Linux: 4.6 (Mesa 3D 20.0))                                                                                   | 4.6 (no Linux: 4.6 (Mesa 3D 20.0))                                                                                   | 4.6 (no Linux: 4.6 (Mesa 3D 20.0))                                                                  | 4.6 (no Linux: 4.6 (Mesa 3D 20.0))                                                                  | 4.6 (no Linux: 4.6 (Mesa 3D 20.0)) |       |       |       |
| Vulkan                       | —                           | —                          | —                          | —                          | —                          | —                          | —                                        | —                                        | —                                        | —                                        | —                                | —                                | —                                | —                                                       | —                                                                          | 1.0 (Win 7+ ou Mesa 17+)                                | 1.2 (Adrenalin 20.1.2, Linux Mesa 3D 20.0) 1.3 (GCN 4 e superior (com Adrenalin 22.1.2, Mesa 22.0))                  | 1.2 (Adrenalin 20.1.2, Linux Mesa 3D 20.0) 1.3 (GCN 4 e superior (com Adrenalin 22.1.2, Mesa 22.0))                  | 1.2 (Adrenalin 20.1.2, Linux Mesa 3D 20.0) 1.3 (GCN 4 e superior (com Adrenalin 22.1.2, Mesa 22.0))                  | 1.2 (Adrenalin 20.1.2, Linux Mesa 3D 20.0) 1.3 (GCN 4 e superior (com Adrenalin 22.1.2, Mesa 22.0))                  | 1.2 (Adrenalin 20.1.2, Linux Mesa 3D 20.0) 1.3 (GCN 4 e superior (com Adrenalin 22.1.2, Mesa 22.0)) | 1.2 (Adrenalin 20.1.2, Linux Mesa 3D 20.0) 1.3 (GCN 4 e superior (com Adrenalin 22.1.2, Mesa 22.0)) | 1.3                                |       |       |       |
| OpenCL                       | —                           | —                          | —                          | —                          | —                          | —                          | —                                        | —                                        | —                                        | —                                        | Close to Metal                   | Close to Metal                   | 1.1 (sem suporte Mesa 3D)        | 1.2 (no Linux: 1.1 (sem suporte de imagem) com Mesa 3D) | 1.2 (no Linux: 1.1 (sem suporte de imagem) com Mesa 3D)                    | 1.2 (no Linux: 1.1 (sem suporte de imagem) com Mesa 3D) | 2.0 (Adrenalin driver no Win7+) (no Linux: 1.1 (sem suporte de imagem) com Mesa 3D, 2.0 com drivers AMD ou AMD ROCm) | 2.0 (Adrenalin driver no Win7+) (no Linux: 1.1 (sem suporte de imagem) com Mesa 3D, 2.0 com drivers AMD ou AMD ROCm) | 2.0 (Adrenalin driver no Win7+) (no Linux: 1.1 (sem suporte de imagem) com Mesa 3D, 2.0 com drivers AMD ou AMD ROCm) | 2.0 (Adrenalin driver no Win7+) (no Linux: 1.1 (sem suporte de imagem) com Mesa 3D, 2.0 com drivers AMD ou AMD ROCm) | 2.0                                                                                                 | 2.1                                                                                                 | ?                                  |       |       |       |
| HSA / ROCm                   | —                           | —                          | —                          | —                          | —                          | —                          | —                                        | —                                        | —                                        | —                                        | —                                | —                                | —                                | —                                                       | —                                                                          | Yes                                                     | Yes | Yes | Yes | Yes | ?                                                                                                   | ?                                                                                                   | ?                                  |       |       |       |
| Decodificação de vídeo ASIC  | —                           | —                          | —                          | —                          | —                          | —                          | —                                        | —                                        | —                                        | —                                        | Avivo/UVD                        | UVD+                             | UVD 2                            | UVD 2.2                                                 | UVD 3                                                                      | UVD 4                                                   | UVD 4.2 | UVD 5.0 ou 6.0 | UVD 6.3 | UVD 7 | VCN 2.0                                                                                             | VCN 3.0                                                                                             | ?                                  |       |       |       |
| Codificação de vídeo ASIC    | —                           | —                          | —                          | —                          | —                          | —                          | —                                        | —                                        | —                                        | —                                        | —                                | —                                | —                                | —                                                       | —                                                                          | VCE 1.0                                                 | VCE 2.0 | VCE 3.0 or 3.1 | VCE 3.4 | VCE 4.0 | VCN 2.0                                                                                             | VCN 3.0                                                                                             | ?                                  |       |       |       |
| Fluid Motion ASIC            | Não                         | Não                        | Não                        | Não                        | Não                        | Não                        | Não                                      | Não                                      | Não                                      | Não                                      | Não                              | Não                              | Não                              | Não                                                     | Não                                                                        | Não                                                     | Yes | Yes | Yes | Yes | Não                                                                                                 | Não                                                                                                 | ?                                  |       |       |       |
| Economia de energia          | ?                           | ?                          | ?                          | ?                          | ?                          | ?                          | ?                                        | ?                                        | ?                                        | ?                                        | PowerPlay                        | PowerPlay                        | PowerPlay                        | PowerPlay                                               | PowerTune                                                                  | PowerTune & ZeroCore Power                              | PowerTune & ZeroCore Power                                                                                           | PowerTune & ZeroCore Power                                                                                           | PowerTune & ZeroCore Power                                                                                           | PowerTune & ZeroCore Power                                                                                           | ?                                                                                                   | ?                                                                                                   | ?                                  |       |       |       |
| TrueAudio                    | —                           | —                          | —                          | —                          | —                          | —                          | —                                        | —                                        | —                                        | —                                        | —                                | —                                | —                                | —                                                       | —                                                                          | —                                                       | Através de DSP dedicado                                                                                              | Através de DSP dedicado                                                                                              | Através de shaders                                                                                                   | Através de shaders                                                                                                   | Através de shaders                                                                                  | ?                                                                                                   | ?                                  |       |       |       |
| FreeSync                     | —                           | —                          | —                          | —                          | —                          | —                          | —                                        | —                                        | —                                        | —                                        | —                                | —                                | —                                | —                                                       | —                                                                          | —                                                       | 1 2 | 1 2 | 1 2 | 1 2 | 1 2                                                                                                 | 1 2                                                                                                 | ?                                  |       |       |       |
| HDCP                         | ?                           | ?                          | ?                          | ?                          | ?                          | ?                          | ?                                        | ?                                        | ?                                        | ?                                        | ?                                | ?                                | ?                                | ?                                                       | ?                                                                          | ?                                                       | 1.4 | 1.4 | 2.2 | 2.2 | 2.3                                                                                                 | 2.3                                                                                                 | 2.3                                |       |       |       |
| PlayReady                    | —                           | —                          | —                          | —                          | —                          | —                          | —                                        | —                                        | —                                        | —                                        | —                                | —                                | —                                | —                                                       | —                                                                          | —                                                       | — | — | 3.0 | Não | 3.0                                                                                                 | ?                                                                                                   | ?                                  |       |       |       |
| Exibições suportadas         |                             |                            |                            |                            |                            | 1–2                        | 2                                        | 2                                        | 2                                        | 2                                        | 2                                | 2                                | 2                                | 2–6                                                     | 2–6                                                                        | 2–6                                                     | 2–6 | 2–6 | 2–6 | 2–6 | ?                                                                                                   | ?                                                                                                   | ?                                  |       |       |       |
| Máx. resolução               | ?                           | ?                          | ?                          | ?                          | ?                          | ?                          | ?                                        | ?                                        | ?                                        | ?                                        | ?                                | ?                                | ?                                | 2–6 × 2560×1600                                         | 2–6 × 2560×1600                                                            | 2–6 × 4096×2160 @ 30 Hz                                 | 2–6 × 4096×2160 @ 30 Hz                                                                                              | 2–6 × 4096×2160 @ 30 Hz                                                                                              | 2–6 × 5120×2880 @ 60 Hz                                                                                              | 3 × 7680×4320 @ 60 Hz                                                                                                | 7680×4320 @ 60 Hz PowerColor                                                                        | 7680×4320 @ 60 Hz PowerColor                                                                        | ?                                  |       |       |       |
| /drm/radeon                  |                             |                            |                            |                            |                            | Yes                        | Yes                                      | Yes                                      | Yes                                      | Yes                                      | Yes                              | Yes                              | Yes                              | Yes                                                     | Yes                                                                        | Yes                                                     | Yes | — | — | — | —                                                                                                   | —                                                                                                   | ?                                  |       |       |       |
| /drm/amdgpu                  | —                           | —                          | —                          | —                          | —                          | —                          | —                                        | —                                        | —                                        | —                                        | —                                | —                                | —                                | —                                                       | —                                                                          | Experimental                                            | Experimental | Yes | Yes | Yes | Yes                                                                                                 | Yes                                                                                                 | ?                                  |       |       |       |
| TeraScale 2 (VLIW5) até 68xx | TeraScale 3 (VLIW4) em 69xx |                            |                            |                            |                            |                            |                                          |                                          |                                          |                                          |                                  |                                  |                                  |                                                         |                                                                            |                                                         | | | | | | |                                    |       |       |       |

1. ↑   A série Radeon 100 possui sombreadores de pixel programáveis, mas não é totalmente compatível com DirectX 8 ou Pixel Shader 1.0. Veja o artigo sobre Pixel shaders do R100.
2. ↑  Os cartões baseados em R300, R400 e R500 não são totalmente compatíveis com OpenGL 2+, pois o hardware não oferece suporte a todos os tipos de texturas não-potência de dois (NPOT).
3. ↑  A conformidade com OpenGL 4+ requer suporte a shaders FP64 e estes são emulados em alguns chips TeraScale usando hardware de 32 bits.
4. 1 2 3  O UVD e o VCE foram substituídos pelo Video Core Next (VCN) ASIC na APU Raven Ridge do Vega.
5. ↑  Processamento de vídeo ASIC para técnica de interpolação de taxa de quadros de vídeo. No Windows funciona como um filtro DirectShow no seu player. No Linux, não há suporte por parte dos drivers e/ou da comunidade.
6. 1 2  Para reproduzir conteúdo de vídeo protegido, também é necessário suporte a cartão, sistema operacional, driver e aplicativo. Um monitor HDCP compatível também é necessário para isso. O HDCP é obrigatório para a saída de certos formatos de áudio, colocando restrições adicionais na configuração de multimídia.
7. ↑  Mais monitores podem ser suportados com conexões DisplayPort nativas ou dividindo a resolução máxima entre vários monitores com conversores ativos.
8. 1 2  DRM (Direct Rendering Manager) é um componente do kernel do Linux. AMDgpu é o módulo do kernel do Linux. O suporte nesta tabela refere-se à versão mais atual.